# يوهي تادانو
يوهي تادانو (多田野曜平 تادانو يوهي) هو ممثل ياباني ولد في 10 مارس 1962 في محافظة فوكوكا.

## أدواره في الأنمي

### مسلسلات أنمي تلفزيونية
- كيكايشي - شيغيموري سوميمورا
- جاينت كيلينغ - غورو نوماتا
- تايغر آند باني - رشيس شركة أوديسيوس للتمويل
- ناروتو شيبودن - تشوشين
- ون بيس - برودي
- داي الشجاع (2020) - بلاك
- ميغالوبوكس - مياغي
- شينيا! تينساي باكابون - طبيب
- أكاديمية الساحرات الصغيرات - السيد هولبروك
- بي إن إيه - فليب
- غريت بريتيندر - كودو

### أوفا أنمي
- البدلة المتنقلة جاندام يونيكورن - سيدو
- دوت هاك كوانتوم - غيك

## أدواره في ألعاب الفيديو
- سلسلة ألعاب ستريت فايتر
  - ستريت فايتر IV - غين
  - سوبر ستريت فايتر IV - غين
  - سوبر ستريت فايتر IV آركيد إديشن - غين
  - ألترا ستريت فايتر IV - غين

## أدواره في الدبلجة اليابانية
- فارس وفادي - دكتور شر أبو الأشرار
- قانون مايلو مورفي - داكوتا، دكتور شر أبو الأشرار
- سعيد في وجه التعاسة - لوشيوس الشنيع السابع
- ين يانغ يو - يو
- باتمان: الجرأة والشجاعة - بنغوين
- فوق - الممرض جورج
- بن 10: إليين فورس - أزمث
- ستيفن البطل - غريغ يونيفرس
- رالف المدمر - الملك سكر
- ملكة الثلج - الدوق ويزلتون
- كابتن أمريكا: المنتقم الأول - دكتور أبراهام إرسكين
- إمبراطورية بوردووك - ناكي تومبسون
- ريك ومورتي - ريك سانتشيز
- أنا الحقير 2 - كيفن
- المينيون - كيفن
- حرب النجوم: القوة تنهض - يودا
- حرب النجوم: الجيداي الأخير - يودا
- حرب النجوم: نهوض سكايوالكر - يودا
- صراع العروش - ستانس براثيون
- ماي ليتل بوني: فرندشيب إز ماجيك - فلام

## وصلات خارجية
- يوهي تادانو على موقع IMDb (الإنجليزية)
- يوهي تادانو على موقع قاعدة بيانات الفيلم (الإنجليزية)
- يوهي تادانو على موقع ANN person (الإنجليزية)